# LMMS
LMMS（舊稱：Linux MultiMedia Studio），是一个自由、免费且开源的的数字音频工作站软件，支持Linux、macOS和Microsoft Windows三大操作系统。它结合了跟踪、音序器和合成器的特点，支持采样器、合成器和MIDI键盘的输入，界面对用户十分友好。LMMS主要通过制作旋律和节拍，安排音频片段，合成和混合音频等方法创作音乐。它还附带了简单实用的各种乐器、音效插件、预设及音频采样到VST和SoundFont支持等组成的易用工具集。

## 程式功能

### 核心功能
- 在 Windows、Linux和macOS上创作音乐；
- 在统一而简明的用户界面上编排，混音和自动化控制乐曲；
- 通过MIDI或电脑键盘回放音符；
- 使用节拍及低音编辑器润色曲目；
- 使用钢琴键排编辑器微调节奏，音符，和弦及旋律；
- 完全用户自定义，基于音轨由电脑控制的自动化源；
- 导入MIDI文件和Hydrogen工程文件。

### 支持乐器
- 内置64位VST乐器支持及32位VST兼容桥（64位Windows）；
- 16种内建波形合成器，包括但不限于对Roland ® TB-303、Commodore 64 ® SID微芯片、Nintendo ® NES、 Gameboy、 Yamaha ® OPL2芯片的模拟；
- 内置 ZynAddSubFx：多声道，多音色，微分音，多音色递增，递减及补充合成的强大多合一插件；
- 原生多音源SoundFont ® (SF2) 、Giga (GIG)、以及Gravis UltraSound ®（GUS）等高质量乐器音色及音源库的支持。

### 效果混合
- 原生LADSPA插件支持；
- 自带VST ®音效插件支持（Linux和Windows）；
- 内置压缩器、限幅器、延时、回响、变音以及重低音增强器；
- 内含基于图形及参数的均衡器；
- 内置可视化插件/频谱分析器。

## 編輯器概覽
- 樂曲編輯器 (Song Editor) – 用於安排樂器，取樣，音群，自動化控制，及其他

- 節奏／貝斯線編輯器 (Beat+Bassline Editor) – 可用於快速對齊旋律
- 混音器 (FX Mixer) – 用於將各音源輸入各種效果器，並將連接到其他混音頻道，支援無限數量的頻道
- 鋼琴軸 (Piano Roll) – 編輯樂段和旋律
- 自動化控制編輯器 (Automation Editor) – 可在樂曲播放中自動化調整各旋鈕及權重

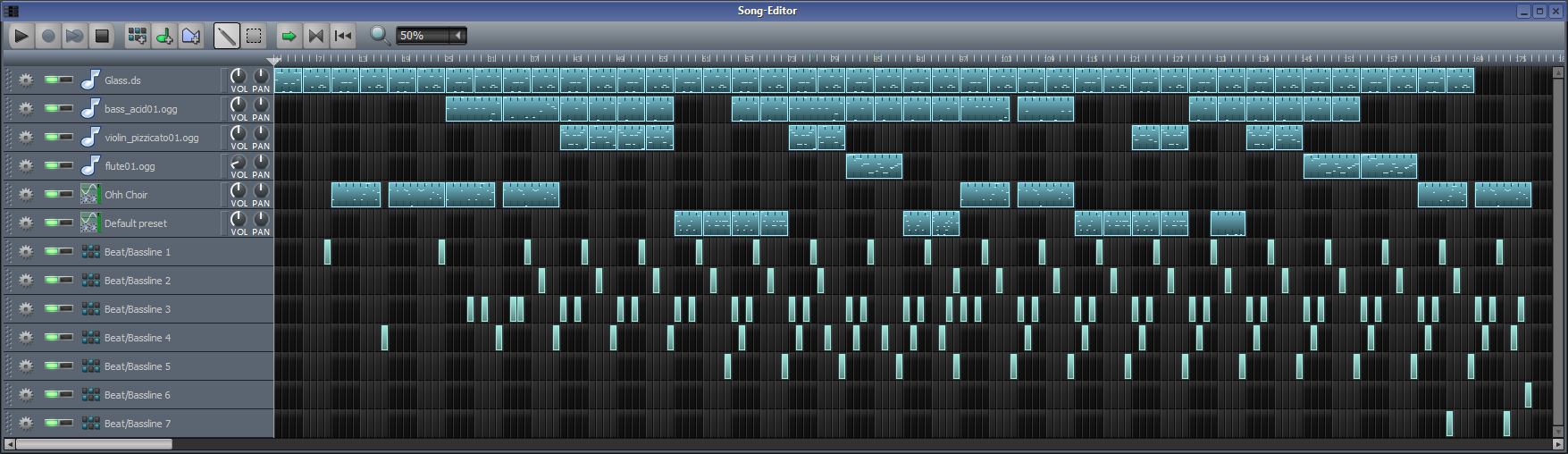
樂曲編輯器
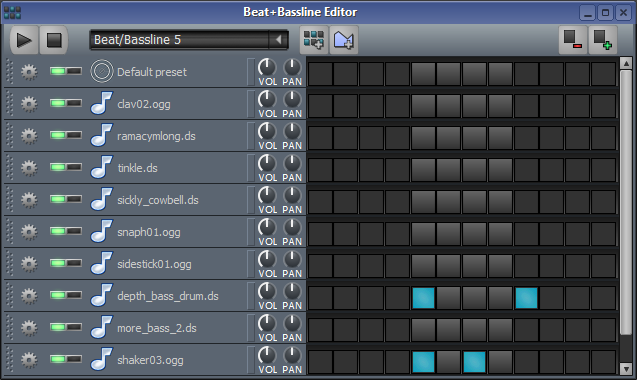
節奏／貝斯線編輯器
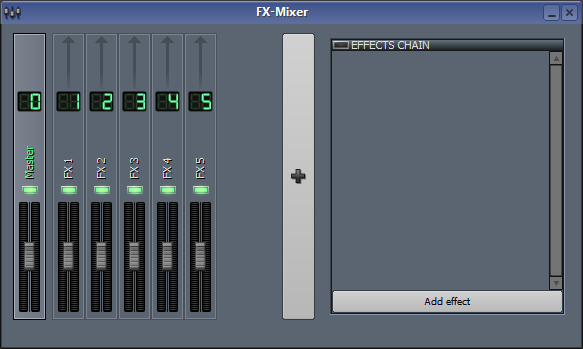
混音器
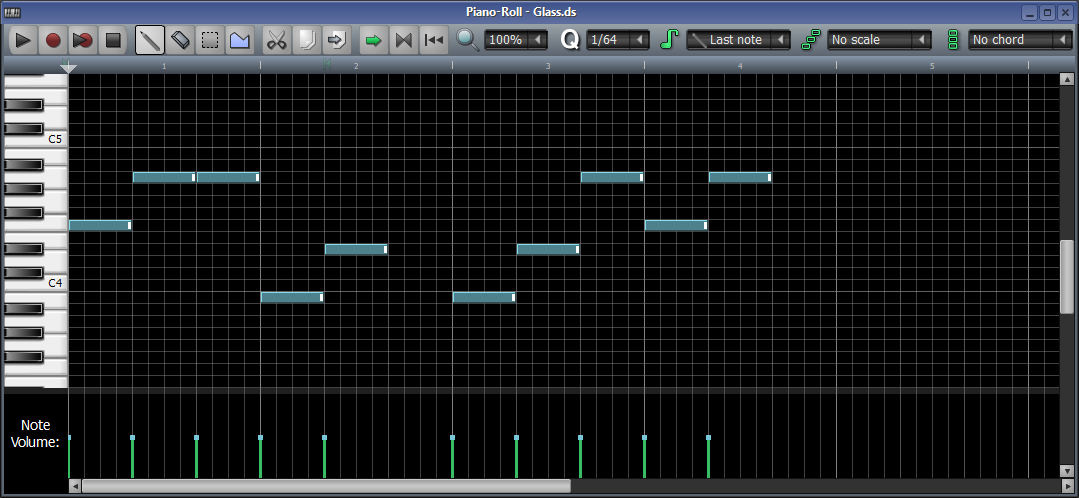
鋼琴軸
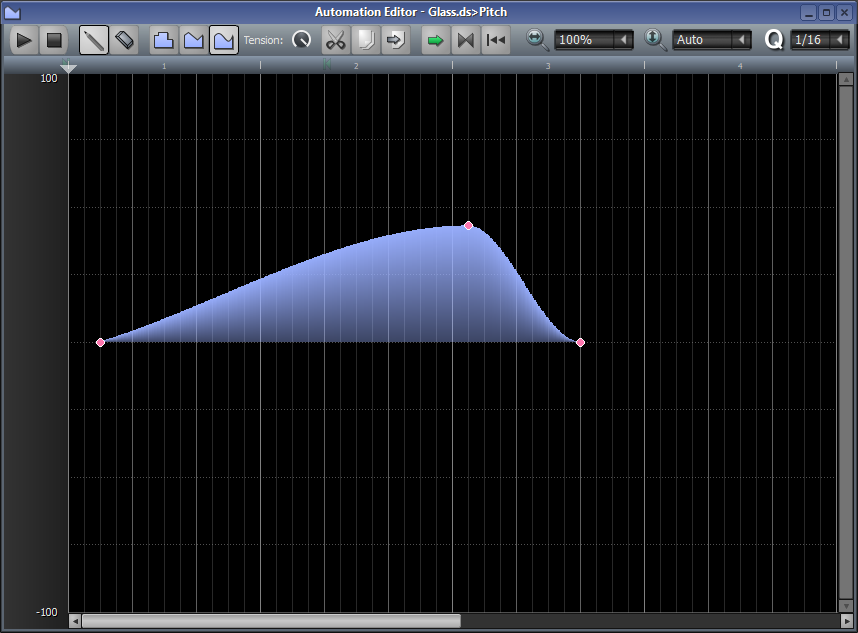
自動化控制編輯器

## 音訊插件
LMMS包含大量音訊插件，可在用戶介面中拖曳到樂曲編輯器和節奏／貝斯線編輯器的樂器上使用

### 合成器插件
- BitInvader – 可查找波表合成器
- FreeBoy – Game Boy音效卡模擬器
- Kicker – 低音鼓合成器
- LB302 – 模擬Roland TB-303
- Mallets – 打擊樂器合成器
- Monstro – 有調製矩陣的三振盪合成器
- Nescaline – NES風格合成器
- OpulenZ – 調頻合成器
- Organic – 管風琴風格合成器
- Sf2 Player – 基於Fluidsynth的Soundfont播放器
- SID – 模擬Commodore 64晶片
- TripleOscillator - 三振盪合成器，含五種訊號模式：MIX，SYNC，PM，FM, 及AM
- Vibed – 弦震動模擬
- Watsyn – 含波表四振盪合成器
- Xpressive - 可解析數學表達示的合成器 (只限於測試版)
- ZynAddSubFX

### 其他插件
- AudioFileProcessor (AFP) – 包含修剪與循環功能的取樣器
- SlicerT – 處理和重新編排錄音切片
- VeSTige - VST插件街口

## 支援標準
- 音樂數位介面 (MIDI)
- SoundFont (SF2)
- 虛擬工作室技術 (VST)
- Linux音頻開發者 簡易插件應用程式接口 (LADSPA)
- LV2
- Gravis Ultrasound (GUS) 補丁 (PatMan)
- JACK Audio Connection Kit (JACK)
- ZynAddSubFX